# Ліктрос

1 — полотнище вітрила, 2 — металевий клетневаний трос, 3 — рослинний трос, 4 — кренгельс, 5 — захисна смуга парусини.

Ліктрос (нід. lijktros, від lijk — «крайка вітрила», «шкаторина»)[джерело?] — трос, яким обшивають крайки вітрил. Залежно від того, яка крайка обшита, ліктрос отримує додаткові найменування: бічний, верхній, нижній тощо. Нитки, якими пришивається ліктрос, називають ліковими нитками, а саме обшивання ліктросом — оканачуванням, лікуванням або ліківкою. Відпорювання ліктроса називається розкантуванням вітрила.
Рослинний ліктрос спускається (в'ється) полого, каболки для нього не просочують смолою. Ліктрос може бути і сталевим[джерело?].